# Диафрагма жёсткости

## Определение

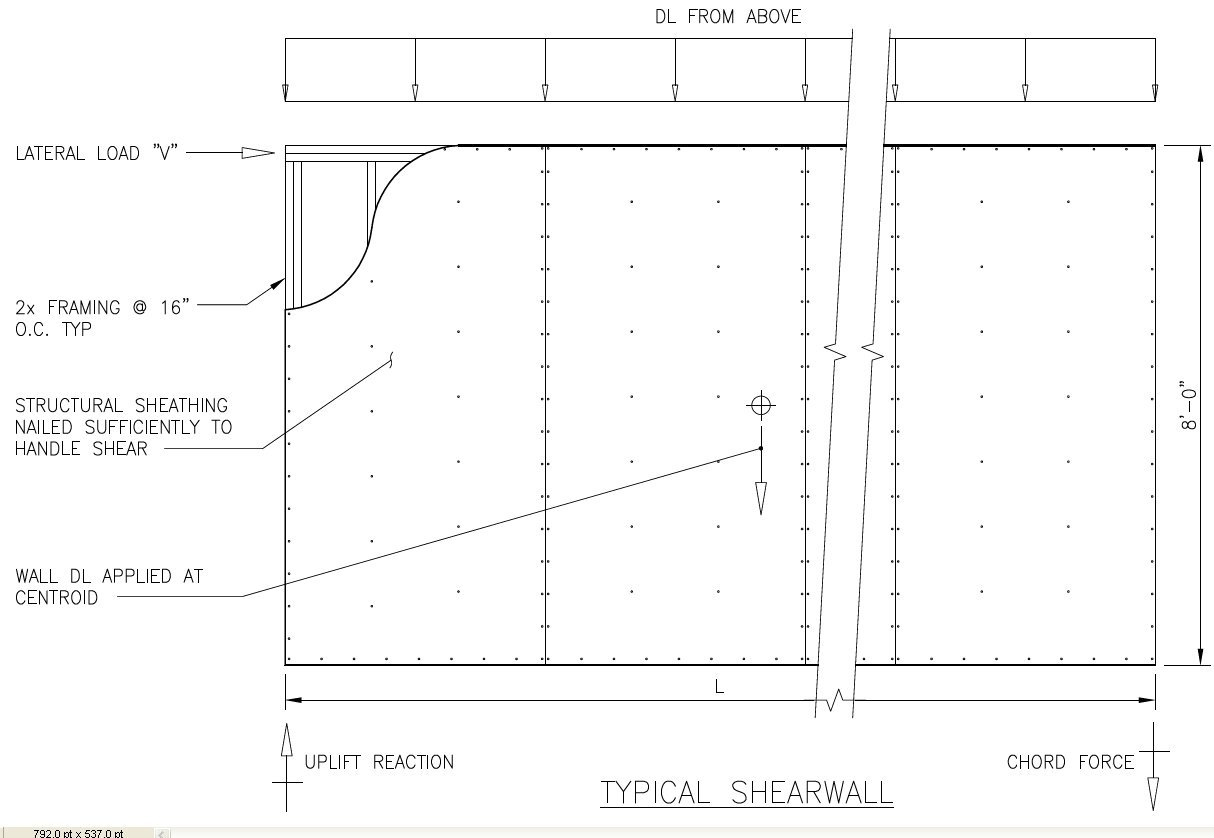
Деревянная Диафрагма жесткости состоит из панелей с конструкционной фанерной обшивкой, гвоздей и поддерживающего каркаса.

Диафрагма жесткости (в международной практике англ. shear wall, стена воспринимающая сдвиг) — вертикальный элемент системы, предназначенный для сопротивления поперечным силам в плоскости, обычно ветровым и сейсмическим нагрузкам.

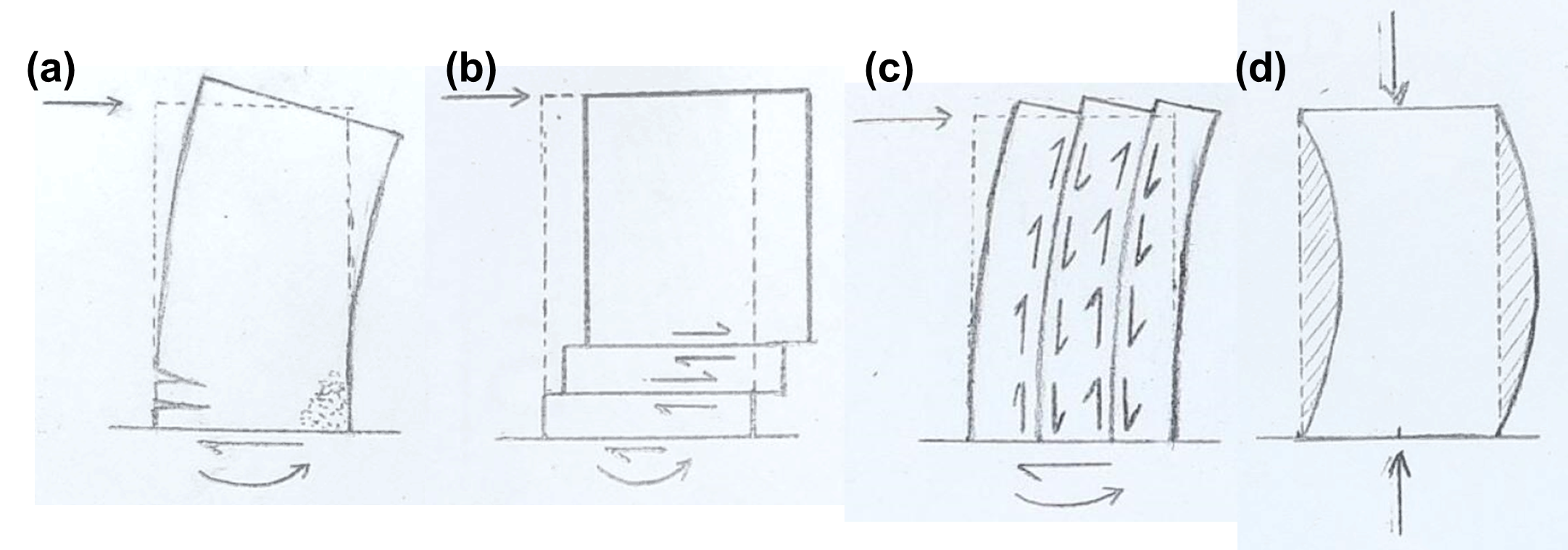
Диафрагма жесткости более жесткая по своей главной оси. Механизмы разрушения диафрагм жесткости (а) при изгибе, (б) горизонтальный сдвиг, (в) вертикальный сдвиг, (г) потеря устойчивости.

## Характеристики

### Коэффициент гибкости
Коэффициент гибкости стены определяется как отношение расчётной длины стержня {\displaystyle l_{0}} к наименьшему радиусу инерции. Предел гибкости является границей между элементами, классифицируемыми как «устойчивые».
Диафрагма жесткости подвержена потере устойчивости, включая потерю по Эйлеру в плоскости и вне ее из-за осевого сжатия, а также боковое выпучивание при кручении из-за изгибающего момента.
В процессе проектирования нужно учитывать все эти виды отказов, чтобы обеспечить безопасность конструкции стены при различных возможных условиях нагрузки.

### Эффект связи Диафрагм жесткости
Диафрагмы жесткости могут функционировать как связанная система, а не как изолированная в зависимости от их расположения и соединений.
Две соседние диафрагмы жесткости  можно считать связанными, когда их граница раздела передает продольный сдвиг. Это напряжение возникает всякий раз, когда секция испытывает напряжение изгиба или стесненного коробления и его величина зависит от жесткости соединительного элемента.
В зависимости от этой жесткости характеристики сопряженной секции будут находиться между характеристиками идеального однородного элемента с аналогичным общим поперечным сечением в плане и комбинированными характеристиками независимых составных частей.
Еще одним преимуществом соединения является то, что оно увеличивает общую жесткость на изгиб непропорционально жесткости на сдвиг, что приводит к меньшей деформации сдвига.
Расположение диафрагмы жесткости  существенно влияет на функции здания, такие как естественная вентиляция и дневное освещение. Требования к производительности различаются для зданий различного назначения.

### Гостиничные и общежития

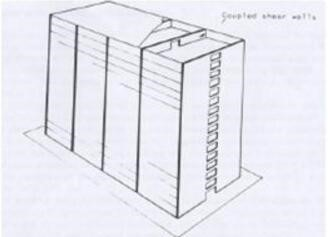
Рис. 2. Связанная поперечная стена, действующая как система перегородок.

Здания гостиниц или общежитий требуют множества перегородок, позволяющих вставлять стены жесткости. В этих конструкциях традиционная ячеистая конструкция (рис. 2) предпочтительнее и используется регулярная планировка стен с поперечными стенами между комнатами и продольными стенками хребта, фланкирующими центральный коридор.

### Коммерческие здания

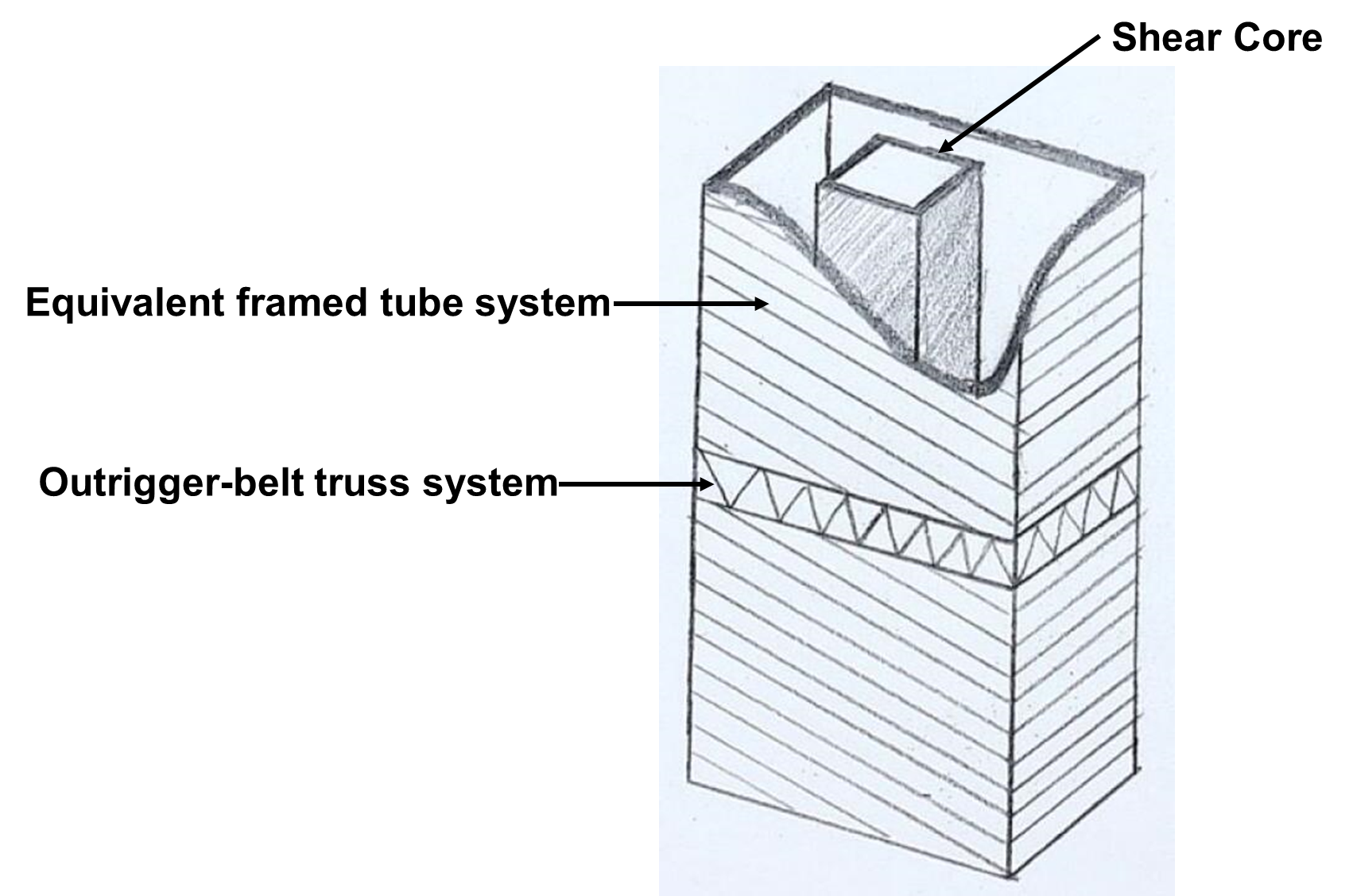
Ядро жесткости (Shear core).

Структура стен сдвига в центре большого здания, часто закрывающая шахту лифта или лестничную клетку, образует ядро сдвига . В многоэтажных коммерческих зданиях стены жесткости образуют как минимум одно ядро (рис. 3). С точки зрения инженерных коммуникаций, в ядре сдвига находятся коммунальные службы, включая лестницы, лифты, туалеты и служебные стояки.
Требования к эксплуатационной пригодности здания требуют надлежащего расположения поперечного сечения. С конструктивной точки зрения ядро сдвига может усилить сопротивление здания боковым нагрузкам, т. е. ветровой нагрузке и сейсмической нагрузке, и значительно повысить безопасность здания.

## Бетонные диафрагмы жесткости

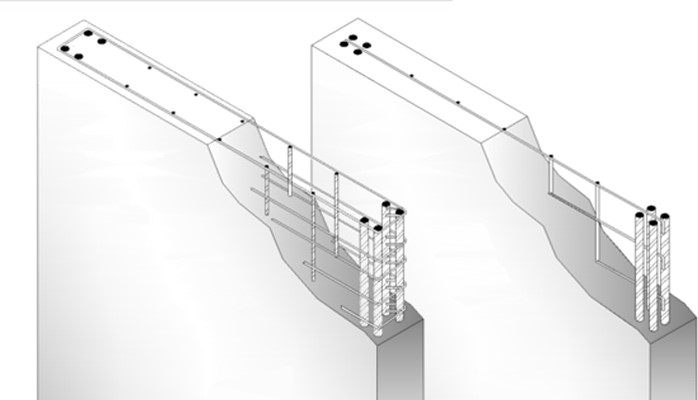
Фигура 4 Стена жесткости из железобетона с горизонтальным и вертикальным армированием.

Бетонные стены жесткости армируются как горизонтальной, так и вертикальной арматурой (рис. 4). Коэффициент армирования определяется как отношение общей площади бетона к сечению, взятому ортогонально арматуре. Строительные нормы и правила определяют максимальное и минимальное количество арматуры, а также детализацию стальных стержней. Общие методы строительства монолитных железобетонных стен включают традиционные подъемники с ставнями, скользящую форму, форму прыжка и туннеля.

### Метод скользящей формы
Скользящее формование - это метод укладки бетона, при котором подвижная форма используется для создания непрерывной экструзии стены. Этот метод очень эффективен для хорошо подходящих конструкций, таких как системы фланцевых и центральных стен. Может быть достигнута очень точная толщина стенки, но поверхность получается шероховатой из-за истирания формы о стенки.

### Метод формы прыжка
Формование прыжков, также известное как формование лазания, представляет собой метод строительства, при котором стены отливаются отдельными подъемами.
Это процесс «стоп-старт», при котором дневные суставы формируются на каждом уровне подъема.
Подобно скользящему формованию, скачкообразное формование эффективно только для конструкций с повторяющимся расположением стен. Кроме того, он удобен для добавления соединений и выступов на уровне пола благодаря дискретным функциям. Тем не менее, включение дневных швов оставляет больше шансов на появление дефектов и несовершенств.

### Метод туннельной опалубки
В конструкции туннельной опалубки используется система опалубки для отливки плит и стен за одну операцию заливки. Он подходит для ячеистых конструкций с регулярным повторением как горизонтальных, так и вертикальных элементов.
Преимущество этого метода заключается в том, что конструкция может двигаться вертикально и горизонтально одновременно, тем самым повышая целостность и устойчивость конструкции.
Со временем были разработаны различные модели, в том числе макромодели, модели элементов вертикальной линии, модели конечных элементов и многослойные модели. В последнее время стали популярными элементы балки-колонны с сечением волокон, поскольку они могут правильно моделировать большую часть глобальных режимов реакции и отказов, избегая при этом сложностей, связанных с моделями конечных элементов.